# Paris-Cinéma
Paris-Cinéma és una pel·lícula muda francesa dirigida per Pierre Chenal i Jean Mitry 1929. És el primer documental que mostra el funcionament dels aparells cinematogràfics i les tècniques cinematogràfiques del cinema dels anys 20. Chenal va crear aquest documental per mostrar com es feia una pel·lícula i, al mateix temps, aprendre-ho ell mateix.

## Argument
Piere Chenal coneix a André Rigal, que realitza una sèrie de dibuixos al seu taller. Aquests esbossos es molen a un molí de cafè del qual surt una caricatura en pel·lícula. Alain Saint-Ogan està treballant en Zig et Puce amb el seu amfitrió a Champigny i desenvolupant els primers passos del personatge del pingüí Alfred. A Fontenay-sous-Bois, Ladislas Starewitch presenta les seves futures estrelles.